# Frank Kobina Parkes
Frank Ernest Kobina Parkes (* 1932 in Accra; † 23. Mai 2004 ebenda) war ein ghanaischer Journalist, Rundfunksprecher und Autor. Seine Ausbildung fand in Accra (Ghana) sowie in Freetown (Sierra Leone) statt. 
Seine Tätigkeit begann er bei einer Zeitung, um jedoch schnell zu Radio Ghana als Rundfunksprecher zu wechseln (1955). In der Folgezeit wurde er Vorsitzender der Ghana society of writers (ghanaische Gesellschaft für Schriftsteller).
Sein erstes Werk waren Gedichte in einem Gedichtband aus dem Jahr 1965 unter dem Titel Songs from the Wilderness. Seine Arbeit hat eine Tendenz zur romantischen Ausdrucksweise und basiert auf dem Leben in Afrika, umschreibt die Tänze, die Kultur aber auch die Last der kolonialen Vergangenheit. Einige sehen seine Arbeit beeinflusst von dem senegalesischen Schriftsteller David Diop. Seine Arbeiten wurden lediglich unter seinem Namen nur in einem Gedichtband veröffentlicht und ansonsten in Sammlungen ghanaischer und afrikanischer Schriftsteller, von denen Kachikali (1971) und Messages (1971) die bekanntesten sind.
In den 1970ern arbeitete Parkes für das ghanaische Ministerium für Information in Accra.